# Acanthodelta exhibens
Acanthodelta exhibens là một loài bướm đêm trong họ Noctuidae.